# Iglesia de San Martín y San Antonio

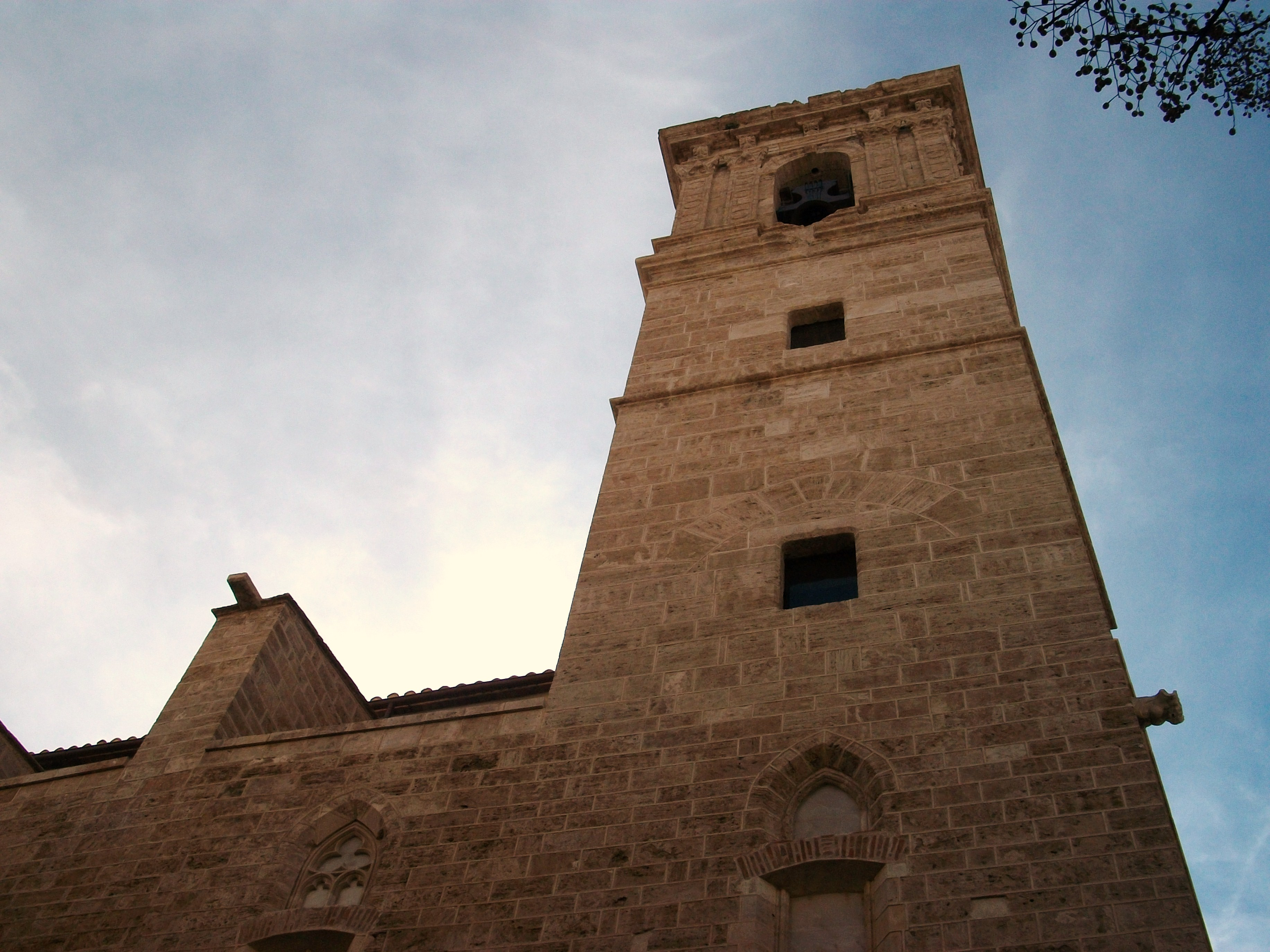
Torre

La iglesia de San Martín Obispo y San Antonio Abad, sita en la calle san Vicente 11 Mártir de la ciudad de Valencia (España), fue construida en el siglo XIV contando con reformas de los siglos posteriores XV, XVI y XVII siendo sus estilos gótico valenciano y barroco, remontándose su antigüedad a la época de la conquista de la ciudad de Valencia por las tropas de Jaime I, el Conquistador.
El culto que, desde el siglo XIV, se profesaba en esta iglesia a San Antonio Abad, hizo surgir la falsa creencia de que la parroquia había sido consagrada primitivamente bajo la advocación de este Santo, adoptando posteriormente la de San Martín. En la documentación existente sobre la parroquia es frecuente encontrar a la iglesia a partir de la segunda mitad del siglo XVII, mencionada bajo los dos titulares, aunque no sería hasta el año 1902, cuando el templo fue definitivamente consagrado con la advocación completa de San Martín obispo y San Antonio Abad.
Su fábrica actual, con ampliaciones y reconstrucciones posteriores, corresponde a las obras de 1372 a 1401, en las que se aprovechó para la ampliación del templo el espacio ocupado por un antiguo azucaque, otorgado graciosamente a la parroquia por el Consejo general de la ciudad en 1372.
La construcción gótica presenta un tipo de planta longitudinal, de una sola nave, sin crucero, con la particularidad de su irregularidad, en forma trapezoidal, pues sólo el muro del Evangelio es paralelo al eje del templo, estando en ángulo el occidental y meridional que se adaptan al trazado de las calles que las bordean, especialmente al oeste, la calle de San Vicente, cuya antigüedad excede a la de la iglesia, al tratarse de una antigua vía romana en el lado donde asoma el edificio parroquial.
En el transcurso de los siglos XVI al XVIII, el templo sufrió importantes obras que cambiaron la fisonomía de la construcción primitiva, sobre todo en el interior, y en parte, también, en el exterior. En el siglo XVI, tuvo lugar la construcción de la actual cabecera del templo a costa de una casa colindante derribada a tal efecto.
El presbiterio se cubrió interiormente con una bóveda de horno, que arranca de un gran cornisamento en el que se incluye un friso renacentista decorado con mensulones foliados alternando con las cabezas de los Apóstoles, y que se acopla a la estructura poligonal de éste, decorando su intradós con casetones clásicos en los que se insertan relieves figurativos, y abriendo en lo alto una linterna, cual si de cúpula se tratara.
Durante los años de la renovación de la iglesia se dotó a todas las capillas laterales de una nueva cubrición totalmente falsa en forma de casquete más o menos ovoidal, según los casos, simulando cupulines, en cuyo intradós se abren pequeños lunetos que engloban círculos pintados figurando óculos.